# Nya Zeelands premiärminister
Nya Zeelands premiärminister (Maori: Te Pirimia o Aotearoa) är landets regeringschef och den mest inflytelserika politiska positionen. Premiärministern utses av generalguvernören, monarkens lokala represenant, baserat på vem som kan skapa ett majoritetsunderlag i Nya Zeelands parlament. Premiärministern kan sitta kvar så länge vederbörande åtnjuter generalguvernörens (i praktiken parlamentets) stöd.
Premiärministerämbetet är inte formellt kodifierat (positionen omnämns inte ens i Constitution Act 1986, även om medlemmar i generalguvernörens verkställande råd, ministrarna, omnämns i generella termer) utan bygger helt på konstitutionell sedvanerätt, i likhet med motsvarande position i det forna koloniala moderlandet. Premiärministern har även till uppgift att nominera (i praktiken utse) en kandidat till generalguverörposten som formellt godkänns av monarken.
Christopher Luxon är Nya Zeelands premiärminister, sedan den 27 november 2023.

## Bakgrund

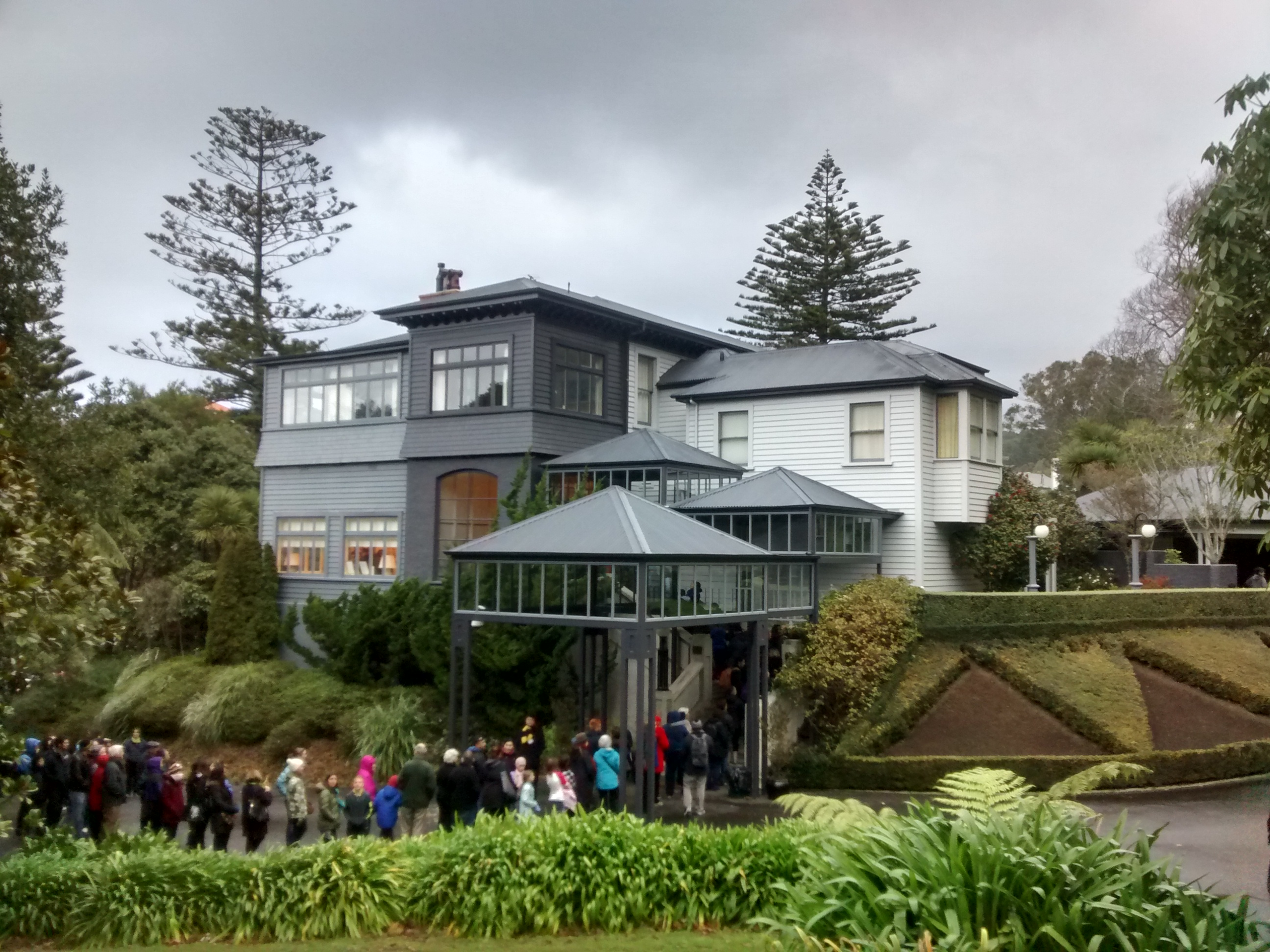
Premier House i Wellington är premiärministerns residens.

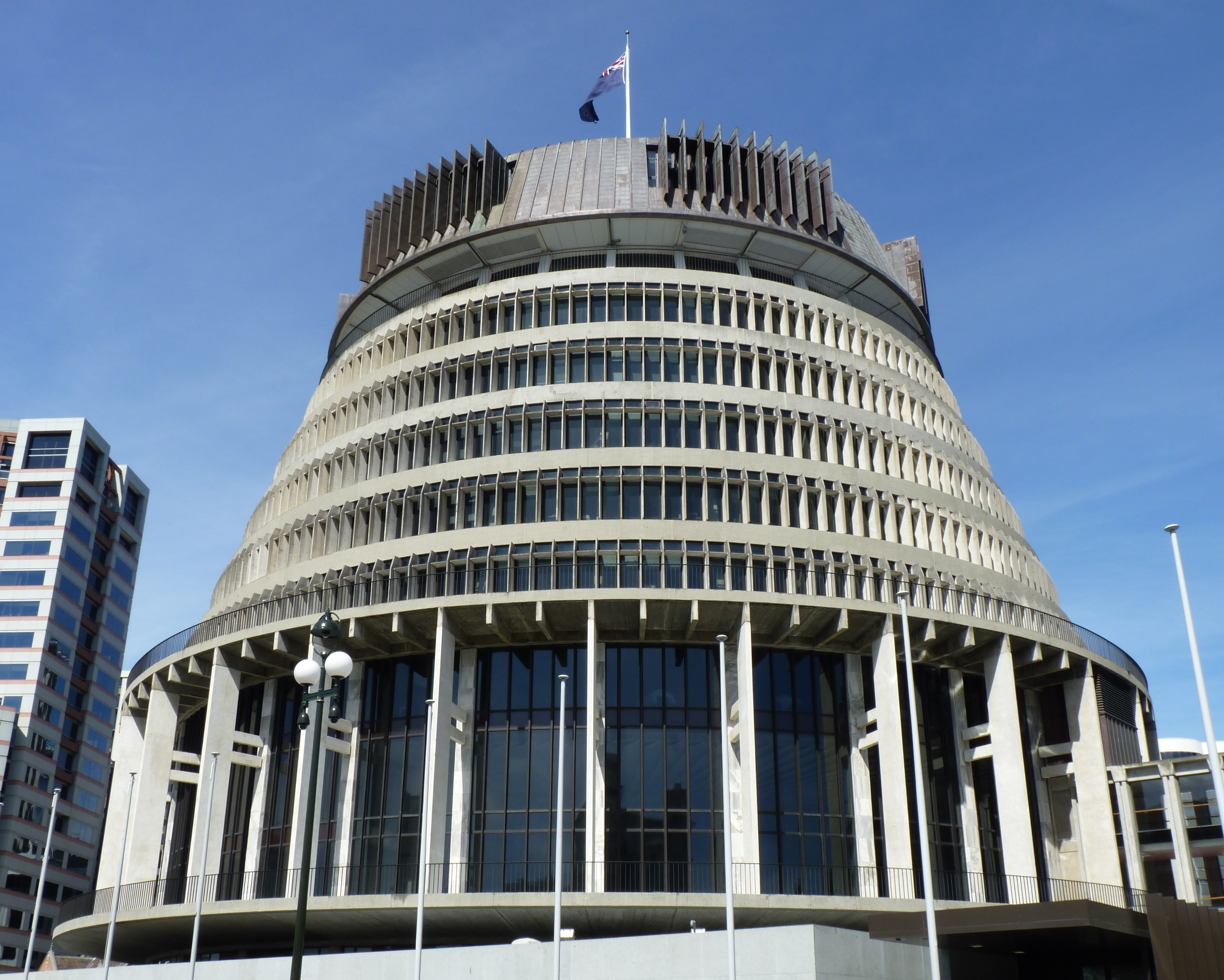
Bikupan (The Beehive), regeringsbyggnaden ritad av Basil Spence, som i Nya Zeeland även är en metonym för regeringsmakten.

Titeln premiärministern började användas 1907 när landet erkändes som en dominion i det brittiska imperiet. Innan dess i Kolonin Nya Zeeland var det formella namnet för regeringschefsposten Colonial Secretary.
Premiärministern och övriga ministrar har sina kontor, liksom kabinetts sammanträdeslokaler i bikupan (formellt verkställande flygeln), en flygelbyggnad sammanbyggd med parlamentshuset i Wellington. Även om premiärministers roll inte är kodifierad i lag, så finns i den officiella publikationen Cabinet Manual en förteckning över regeringschefens ansvar och befogenheter.
1996 införde Nya Zeeland ett delvis proportionellt valsystem till parlamentsvalen och övergav det tidigare med relativ majoritet som annars är förhärskande i länder med Westminstermodellen.

## Lista över Nya Zeelands premiärministrar
| Nr                                         | Namn (född–död)                            | Porträtt                                   | Ämbetstid                                  | Ämbetstid                                  | Parti                                      |
| Nya Zeelands premiärministrar (1907–nutid) | Nya Zeelands premiärministrar (1907–nutid) | Nya Zeelands premiärministrar (1907–nutid) | Nya Zeelands premiärministrar (1907–nutid) | Nya Zeelands premiärministrar (1907–nutid) | Nya Zeelands premiärministrar (1907–nutid) |
| ------------------------------------------ | ------------------------------------------ | ------------------------------------------ | ------------------------------------------ | ------------------------------------------ | ------------------------------------------ |
| 17                                         | Joseph Ward (1856–1930)                    |                                            | 6 augusti 1906                             | 12 mars 1912                               | Liberal                                    |
| 17                                         | Joseph Ward (1856–1930)                    | 5 år och 219 dagar                         |                                            |                                            | Liberal                                    |
| 18                                         | Thomas Mackenzie (1853–1930)               |                                            | 28 mars 1912                               | 10 juli 1912                               | Liberal                                    |
| 18                                         | Thomas Mackenzie (1853–1930)               | 0 år och 104 dagar                         |                                            |                                            | Liberal                                    |
| 19                                         | William Massey (1856–1925)                 |                                            | 10 juli 1912                               | 10 maj 1925†                               | Reform                                     |
| 19                                         | William Massey (1856–1925)                 | 12 år och 304 dagar                        |                                            |                                            | Reform                                     |
| 20                                         | Francis Bell (1851–1936)                   |                                            | 14 may 1925                                | 30 may 1925                                | Reform                                     |
| 20                                         | Francis Bell (1851–1936)                   | 0 år och 16 dagar                          |                                            |                                            | Reform                                     |
| 21                                         | Gordon Coates (1878–1943)                  |                                            | 30 maj 1925                                | 10 december 1928                           | Reform                                     |
| 21                                         | Gordon Coates (1878–1943)                  | 3 år och 194 dagar                         |                                            |                                            | Reform                                     |
| (17)                                       | Joseph Ward (1856–1930)                    |                                            | 10 december 1928                           | 28 maj 1930                                | United                                     |
| (17)                                       | Joseph Ward (1856–1930)                    | 1 år och 169 dagar                         |                                            |                                            | United                                     |
| 22                                         | George Forbes (1869–1947)                  |                                            | 28 maj 1930                                | 6 december 1935                            | United                                     |
| 22                                         | George Forbes (1869–1947)                  | 5 år och 192 dagar                         |                                            |                                            | United                                     |
| 23                                         | Michael Joseph Savage (1872–1940)          |                                            | 6 december 1935                            | 27 mars 1940†                              | Labour                                     |
| 23                                         | Michael Joseph Savage (1872–1940)          | 4 år och 112 dagar                         |                                            |                                            | Labour                                     |
| 24                                         | Peter Fraser (1884–1950)                   |                                            | 1 april 1940                               | 13 december 1949                           | Labour                                     |
| 24                                         | Peter Fraser (1884–1950)                   | 9 år och 256 dagar                         |                                            |                                            | Labour                                     |
| 25                                         | Sidney Holland (1893–1961)                 |                                            | 13 december 1949                           | 20 september 1957                          | National                                   |
| 25                                         | Sidney Holland (1893–1961)                 | 7 år och 281 dagar                         |                                            |                                            | National                                   |
| 26                                         | Keith Holyoake (1904–1983)                 |                                            | 20 september 1957                          | 12 december 1957                           | National                                   |
| 26                                         | Keith Holyoake (1904–1983)                 | 0 år och 83 dagar                          |                                            |                                            | National                                   |
| 27                                         | Walter Nash (1882–1968)                    |                                            | 12 december 1957                           | 12 december 1960                           | Labour                                     |
| 27                                         | Walter Nash (1882–1968)                    | 3 år och 0 dagar                           |                                            |                                            | Labour                                     |
| (26)                                       | Keith Holyoake (1904–1983)                 |                                            | 12 december 1960                           | 7 februari 1972                            | National                                   |
| (26)                                       | Keith Holyoake (1904–1983)                 | 11 år och 57 dagar                         |                                            |                                            | National                                   |
| 28                                         | Jack Marshall (1912–1988)                  |                                            | 7 februari 1972                            | 8 december 1972                            | National                                   |
| 28                                         | Jack Marshall (1912–1988)                  | 0 år och 305 dagar                         |                                            |                                            | National                                   |
| 29                                         | Norman Kirk (1923–1974)                    |                                            | 8 december 1972                            | 31 augusti 1974†                           | Labour                                     |
| 29                                         | Norman Kirk (1923–1974)                    | 1 år och 266 dagar                         |                                            |                                            | Labour                                     |
| —                                          | Hugh Watt (1912–1980) tillförordnad        |                                            | 31 augusti 1974                            | 6 september 1974                           | Labour                                     |
| —                                          | Hugh Watt (1912–1980) tillförordnad        | 0 år och 6 dagar                           |                                            |                                            | Labour                                     |
| 30                                         | Bill Rowling (1927–1995)                   |                                            | 6 september 1974                           | 12 december 1975                           | Labour                                     |
| 30                                         | Bill Rowling (1927–1995)                   | 1 år och 97 dagar                          |                                            |                                            | Labour                                     |
| 31                                         | Robert Muldoon (1921–1992)                 |                                            | 12 december 1975                           | 26 juli 1984                               | National                                   |
| 31                                         | Robert Muldoon (1921–1992)                 | 8 år och 227 dagar                         |                                            |                                            | National                                   |
| 32                                         | David Lange (1942–2005)                    |                                            | 26 juli 1984                               | 8 augusti 1989                             | Labour                                     |
| 32                                         | David Lange (1942–2005)                    | 5 år och 13 dagar                          |                                            |                                            | Labour                                     |
| 33                                         | Geoffrey Palmer (1942–2020)                |                                            | 8 augusti 1989                             | 4 september 1990                           | Labour                                     |
| 33                                         | Geoffrey Palmer (1942–2020)                | 1 år och 27 dagar                          |                                            |                                            | Labour                                     |
| 34                                         | Mike Moore (1949–2020)                     |                                            | 4 september 1990                           | 2 november 1990                            | Labour                                     |
| 34                                         | Mike Moore (1949–2020)                     | 0 år och 59 dagar                          |                                            |                                            | Labour                                     |
| 35                                         | Jim Bolger (född 1935)                     |                                            | 2 november 1990                            | 8 december 1997                            | National                                   |
| 35                                         | Jim Bolger (född 1935)                     | 7 år och 36 dagar                          |                                            |                                            | National                                   |
| 36                                         | Jenny Shipley (född 1952)                  |                                            | 8 december 1997                            | 10 december 1999                           | National                                   |
| 36                                         | Jenny Shipley (född 1952)                  | 2 år och 2 dagar                           |                                            |                                            | National                                   |
| 37                                         | Helen Clark (född 1950)                    |                                            | 10 december 1999                           | 19 november 2008                           | Labour                                     |
| 37                                         | Helen Clark (född 1950)                    | 8 år och 345 dagar                         |                                            |                                            | Labour                                     |
| 38                                         | John Key (född 1961)                       |                                            | 19 november 2008                           | 12 december 2016                           | National                                   |
| 38                                         | John Key (född 1961)                       | 8 år och 23 dagar                          |                                            |                                            | National                                   |
| 39                                         | Bill English (född 1961)                   |                                            | 12 december 2016                           | 26 oktober 2017                            | National                                   |
| 39                                         | Bill English (född 1961)                   | 0 år och 318 dagar                         |                                            |                                            | National                                   |
| 40                                         | Jacinda Ardern (född 1980)                 |                                            | 26 oktober 2017                            | 25 januari 2023                            | Labour                                     |
| 40                                         | Jacinda Ardern (född 1980)                 | 5 år och 91 dagar                          |                                            |                                            | Labour                                     |
| 41                                         | Chris Hipkins (född 1978)                  |                                            | 25 januari 2023                            | 27 november 2023                           | Labour                                     |
| 41                                         | Chris Hipkins (född 1978)                  | 0 år och 306 dagar                         |                                            |                                            | Labour                                     |
| 42                                         | Christopher Luxon (född 1970)              |                                            | 27 november 2023                           | Sittande                                   | National                                   |
| 42                                         | Christopher Luxon (född 1970)              | 1 år och 102 dagar                         |                                            |                                            | National                                   |